# 青丹郡
青丹郡（チョンダンぐん）は朝鮮民主主義人民共和国黄海南道に属する郡。

## 地理
黄海南道東南部に位置し、南は黄海に面する。西に海州市・新院郡、東に峰泉郡・延安郡と隣接する。南方の黄海には龍媒島が浮かぶ。

## 行政区画
1邑・1労働者区・22里を管轄する。
| - 青丹邑（チョンダヌプ） - 新興労働者区（シヌンノドンジャグ） - 葛山里（カルサンニ） - 亀月里（クウォルリ） - 錦鶴里（クマンニ） - 南村里（ナムチョンニ） - 大豊里（テプンニ） - 徳達里（トクタルリ） - 東大里（トンデリ） - 龍浦里（リョンポリ） - 馬龍里（マリョンニ） - 三井里（サムジョンニ） | - 蘇井里（ソジョンニ） - 新生里（シンセンニ） - 新豊里（シンプンニ） - 深坪里（シンピョンニ） - 陽和里（ヤンファリ） - 迎山里（ヨンサンニ） - 雲谷里（ウンゴンニ） - 清井里（チョンジョンニ） - 七峯里（チルポンニ） - 花山里（ファサンニ） - 花陽里（ファヤンニ） - 興山里（フンサンニ） |

## 歴史
1952年の北朝鮮の地方行政区画再編により、碧城郡・延白郡の一部が分割されて編成された。

### 年表
この節の出典
- 1952年12月 - 郡面里統廃合により、黄海道碧城郡瀛泉面・東雲面および錦山面の一部、南延白郡来城面・青龍面・日新面・秋花面をもって、青丹郡を設置。青丹郡に以下の邑・里が成立。(1邑18里)
  - 青丹邑・葛山里・迎陽里・長芳里・花陽里・七峯里・鵲川里・徳達里・東大里・雲谷里・三井里・花山里・錦鶴里・龍浦里・亀月里・迎山里・新生里・南村里・蘇井里
- 1954年10月 - 黄海道の分割により、黄海南道青丹郡となる。(1邑18里)
- 1961年3月 - 迎陽里が海州市に編入。(1邑17里)
- 1965年1月 - 鵲川里・長芳里が海州市に編入。(1邑15里)
- 1974年5月 - 延安郡興山里・清井里・深坪里を編入。(1邑18里)
- 1990年6月 - 迎山里・亀月里の各一部(新しく開墾された干拓地)が合併し、新豊里が発足。(1邑19里)
- 1991年9月 (1邑22里)
  - 青丹邑の一部が分立し、大豊里が発足。
  - 龍浦里の一部が分立し、馬龍里が発足。
  - 花山里の一部が分立し、陽和里が発足。
- 1996年 - 錦鶴里・葛山里・陽和里の各一部が合併し、新興労働者区が発足。(1邑1労働者区22里)

## 交通
- 白川線
  - 葛山駅 - 青丹駅